# Lygodactylus bonsi
Lygodactylus bonsi (карликовий гекон Бонса) — вид геконоподібних ящірок родини геконових (Gekkonidae). Ендемік Малаві. Вид названий на честь французького герпетолога Жака Бонса.

## Поширення і екологія
Карликові гекони Бонса є ендеміками гірського масиву Муландже, розташованого на південному заході Малаві. Вони живуть на високогірних луках, серед скель, на висоті від 2000 до 2953 м над рівнем моря. Відкладають яйця.